# Municipio de Parras
El municipio de Parras es uno de los 38 municipios que conforman al estado mexicano de Coahuila. Abarca un área de 10,523.86 km² y su cabecera es la ciudad de Parras de la Fuente.

## Historia
La región que abarca el municipio de Parras empezó a ser poblada en 1578, pero para 1587 la colonización empezó a ser más estable en la región.
El 18 de febrero de 1598 Juan Agustín de Espinosa y el capitán Antón Martín Zapata fundan la villa de Santa María de las Parras, la cual poblaron con indígenas tlaxcaltecas. Esta villa formó parte de la Nueva Vizcaya, hasta que la Real Cédula del 21 de mayo de 1785 la incorporó a la provincia de Coahuila.
En noviembre de 1846 el municipio es capturado por el ejército estadounidense al mando del general John Wood durante la primera intervención estadounidense en México. El 1 de marzo de 1866, durante la segunda intervención francesa en México, el ejército mexicano logra derrotar a las fuerzas francesas en el municipio. El 11 de enero de 1868 se le concedió a la villa la categoría de ciudad.

## Geografía
El municipio se encuentra a una altitud promedio de 1,520 m s. n. m. y abarca un área de 10,523.86 km², lo que equivale a aproximadamente el 7 % de la superficie de su estado. Colinda al norte con el municipio de Cuatrociénegas, al este con los municipios de San Pedro, General Cepeda y Saltillo, al oeste con Viesca y al sur con el estado de Zacatecas.

## Demografía
De acuerdo al último censo, realizado por el INEGI en 2010, el municipio tiene una población de 45,401 habitantes, lo que le da una densidad de población aproximada de 4 habitantes por kilómetro cuadrado.

### Localidades
En el Censo de 2020 el municipio de Parras contaba con 175 localidades.
| Código INEGI      | Localidad                  | Población (2020) |
| ----------------- | -------------------------- | ---------------- |
| 050240001         | Parras de la Fuente        | 34 798           |
| 050240083         | San Francisco del Progreso | 628              |
| Otras localidades | Otras localidades          | 9 046            |
| Total municipal   | Total municipal            | 44 472           |